# Evelina Afoa
Evelina Afoa, född 13 september 1998, är en samoansk simmare.
Afoa tävlade för Samoa vid olympiska sommarspelen 2016 i Rio de Janeiro, där hon blev utslagen i försöksheatet på 100 meter ryggsim.